# Kasper Winther Jørgensen
Pour les articles homonymes, voir Jørgensen.
Kasper Winther Jørgensen, né le 27 mars 1985 à Copenhague, est un rameur danois.

## Biographie
Lors des Jeux olympiques de 2012, Kasper Winther Jørgensen termine troisième du quatre sans barreur poids légers au sein de l'équipage danois, composé également de Morten Jørgensen, Jacob Barsøe et Eskild Ebbesen.

### Palmarès

#### Aviron aux Jeux olympiques
- 2012 à Londres,  Royaume-Uni
  -  Médaille de bronze en quatre sans barreur poids légers

#### Championnats du monde d'aviron
- 2009 à Poznań,  Pologne
  -  Médaille d'argent en quatre sans barreur poids légers